# José Moreno Nieto
José Moreno Nieto  (Siruela, 2 de febrer de 1825 – Madrid, 24 de febrer de 1882) va ser un jurisconsult, arabista i polític espanyol. Va estudiar a Guadalupe i Toledo, especialitzant-se en les llengües semítiques.

## Biografia
Com a catedràtic d'àrab a Granada, va ajudar a traduir les inscripcions de l'Alhambra. També va escriure el llibre Gramática de la Lengua Arábica (1872); allí fou a més membre de la tertúlia de La Cuerda al costat de Pedro Antonio de Alarcón i Manuel del Palacio, entre d'altres. A més, en 1861 va aconseguir en la Facultat de Dret la càtedra d'Història dels Tractats. Va ser degà de la Facultat de Dret de la Universitat Central i entre 1871 i 1874 en fou rector.
També va ser President de l'Ateneo de Madrid, i acadèmic de la Reial Acadèmia de la Història, de la de Ciències Morales i Polítiques, de la de Jurisprudència i Legislació. Fou Director General d'Instrucció Pública (1874), diputat a Corts per Granada en 1844 i en els anys 1865 i 1867, diputat per Badajoz, districte de Castuera.
També fou un polític destacat, escriptor, erudit arabista i un gran aficionat a la història. "Eclèctic en els seus plantejaments filosòfics i defensor d'un espiritualisme cristià, destaca per les seves crítiques tant al racionalisme com al neocatolicisme".